# 伯伊萊海爾庫拉內

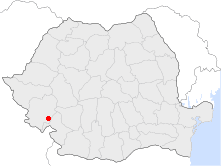

伯伊萊海爾庫拉內是羅馬尼亞的城鎮，位於該國東部，毗鄰與塞爾維亞接壤的邊境，由卡拉什-塞維林縣負責管轄，面積105.44平方公里，海拔高度168米，2007年人口6,092。

## 外部連結
- （罗马尼亚文） Băile Herculane
- （罗马尼亚文） Baile Herculane （页面存档备份，存于）